# Nazionale maschile di beach soccer degli Emirati Arabi Uniti
La nazionale di beach soccer degli Emirati Arabi Uniti rappresenta gli Emirati Arabi Uniti nelle competizioni internazionali di beach soccer ed è controllata dalla Federazione calcistica emiratina.

## Riconoscimenti
- AFC Beach Soccer Championship
  - 2007, 2008

## Squadra attuale
Aggiornata al 2009:
| N. |                                | Ruolo | Calciatore         |
| -- | ------------------------------ | ----- | ------------------ |
| 1  | Emirati Arabi Uniti (bandiera) | P     | Abbas Hussain      |
| 2  | Emirati Arabi Uniti (bandiera) | D     | Qambar Sadeqi      |
| 3  | Emirati Arabi Uniti (bandiera) | D     | Mohamed Bashir     |
| 4  | Emirati Arabi Uniti (bandiera) | A     | Haidar Bashir      |
| 5  | Emirati Arabi Uniti (bandiera) | A     | Hassan Almazam     |
| 6  | Emirati Arabi Uniti (bandiera) | C     | Ibrahim Albalooshi |

| N. |                                | Ruolo | Calciatore         |
| -- | ------------------------------ | ----- | ------------------ |
| 7  | Emirati Arabi Uniti (bandiera) | C     | Sulaiman Albloushi |
| 8  | Emirati Arabi Uniti (bandiera) | A     | Rami Al Mesaabi    |
| 9  | Emirati Arabi Uniti (bandiera) | A     | Karim Albalooshi   |
| 10 | Emirati Arabi Uniti (bandiera) | C     | Bakhit Alabadla    |
| 11 | Emirati Arabi Uniti (bandiera) | A     | Adel Ranjbar       |
| 12 | Emirati Arabi Uniti (bandiera) | P     | Humaid Albalooshi  |

- Allenatore:  Marcelo Mendes